# Pier Francesco Tosi
Pour les articles homonymes, voir Tosi.
Pier Francesco Tosi (né en 1654 à Cesena – mort en 1732 à Faenza) est un castrat et compositeur italien de la fin du XVIIe et du début du XVIIIe siècle.

## Biographie
Fils de Giuseppe Felice Tosi, compositeur et organiste de San Petronio à Bologne, il est né en 1646 (ou 1653 selon les sources).
Après s'être formé en Italie, il s'installe à Londres.
De 1705 à 1711, il est installé à Vienne, comme compositeur de la cour. il y mène une activité d'agent diplomatique et commercial pour le compte de l'Electeur palatin.
Il fait publier en 1723 un traité nommé "Opinions sur les chanteurs Anciens et Modernes ou Observations sur le chant figuré", imprimé à Bologne . Il y donne certains conseils, aux professeurs de chant et aux élèves, désirant se perfectionner dans l'art lyrique. Il critique également certains chanteurs contemporains, qui, au lieu d'apprendre solidement la théorie musicale, ornent n'importe comment (et surtout trop) leurs morceaux.
Tosi retourne ensuite à Londres puis à Bologne où il devient prêtre en 1730. Il meurt à Faenza.
Tosi incarne le modèle d'artiste à la carrière libérale, largement indépendante de la protection des familles princières.

## Œuvres
- Écrits des castrats sur le chant, volume 1, Tosi (Opinioni, 1723), Mancini (Riflessioni, 1777) texte original, introduction et traduction par Jean-Philippe Navarre, Collection AMICVS, Les Presses du Collège Musical, 2019  (ISBN 9782955807620)